# 王应奎 (1684年)
王應奎（1684年—約1759年），字東溆，號柳南，江蘇常熟人。
康熙二十三年（1684年）生。八次應試科舉皆不中，遂隐居。少以诗文名，“嗜学汲古，至老不释卷。”许廷录在《王东溆诗集序》中称：“其平昔研讨典籍，探索经史，挹其华而摛其实”。五十歲始补诸生。工書法，初學顏真卿。亦善於山水畫，“不落近人窠臼”。卒年不詳。著有《柳南隨筆》六卷、《續筆》四卷、《柳南诗文钞》十六卷、《海虞诗苑》十八卷等。